# Costa Ricas håndboldlandshold (herrer)
Costa Ricas håndboldlandshold for mænd er det mandlige landshold i håndbold for Costa Rica. Det repræsenterer landet i internationale håndboldturneringer.

## Resultater

### Panamerikamesterskabet i håndbold
| År   | Costa Ricas placering | Værtsland |
| 1996 | 8.- plads             | USA       |
| ---- | --------------------- | --------- |